# 尺度 (地理学)
尺度在地理学上指呈现和描述地理现象的层级。这一概念由制图学上的“尺度”（比例尺）引申而来。地理学在各个不同的尺度等级上描述地理现象和差异。尺度在认识论意义上，是一种用于表述观察的范围和细致程度的表述；而在本体论意义上，是社会和自然界中复杂的互动过程的固有属性。

## 尺度效应
在地理学研究中，尺度是一个核心概念。研究任何地理现象，必须确定研究的尺度或分辨率，而不同的尺度选择可能会导致观察到不一样的现象，产生不一样的研究结论，这种现象称为尺度效应（scale effect）或尺度依赖（scale dependency）。例如，《英國的海岸線有多長？統計自相似和分數維度》表明，制图尺度的选取会影响研究结论。
尺度效应和区划效应（同尺度下，不同的区域划分方式导致统计量的改变）共同作用，造成了制图和空间分析中的可塑性面积单元问题（MAUP）。

## 分类
| 尺度 | 空间（m2） | 时间（年）         |
| ---- | ---------- | ------------------ |
| 微观 | 100 - 106  | 1 -500             |
| 中观 | 106 - 1010 | 500 - 10,000       |
| 宏观 | 10 - 1012  | 10,000 - 1,000,000 |
| 超大 | 1012 -     | 1,000,000 -        |

地理学中，尺度包括了时间尺度、空间尺度和时空尺度，空间分析中一般更多关注空间尺度。而“尺度”在不同文献的语境中的具体含义又可以分为以下三种：
- 地理尺度（geographic scale）或观察尺度（scale of observation）：研究中采用的空间范围，例如对美国的研究是可视为是“大尺度”的研究，而相比之下，对某座城市的研究则是小尺度的；
- 制图尺度（cartographic scale）：中文里更常见的说法是“比例尺”。制图中，大比例的地图覆盖范围更小，细节更丰富，而小比例的地图覆盖范围更大，细节更少；
- 运行尺度（operational scale）：地理现象本身运行的尺度，例如造山运动在大尺度上运行，而河流壺穴的形成在小尺度上运行